# 존 그린
존 그린(영어: John Green, 1977년 8월 24일 ~ )은 미국의 영 어덜트용 소설 작가 및 유튜브 비디오 블로거이다. 그는 한동안 뉴욕 타임스 베스트 셀러 목록에서 #1 베스트셀러 작가로 있었다.

## 생애
존 그린은 플로리다주 올랜도 시에 유년기를 보냈으며 나중에 앨라배마주 버밍햄 시에 있는 인디언 스프링 학교라는 기숙학교에서 학업을 진행하였다. 그는 영문학과 종교학이라는 이중전공으로 케니언 칼리지를 2000년에 졸업하였다. 특히 그가 처음으로 쓴 책인 알레스카를 찾아서의 줄거리는 그의 인디언 스프링 학교에서 있었던 경험의 바탕으로 썼다.
대학교를 졸업한 뒤, 그린은 어린이 병원에서 종교적 경험으로 5개월 동안 사제로 일하였으며 시카고 대학교 신학 대학원에 입학하였지만 실제로 등교하지 않았다. 그의 소설 잘못은 우리 별에 있어의 줄거리는 그의 생명을 위협하는 어린이 환자와 같이 일했던 경험의 바탕으로 썼다.
존 그린은 시카고에 살았을 때 알레스카를 찾아서를 집필과 동시에 문학 서평 잡지 북리스트에서 출판보조원과 제작편집가로 일하였다. 북리스트에 근무하면서 그는 특히 이슬람과 결합 쌍둥이를 주제로 한 소설들과 수많은 책들에 대해서 서평을 썼다. 그는 또한 뉴욕타임스 북리뷰에 책에 대한 평론을 썼고 내셔널 퍼블릭 라디오의 All Things Considered라는 프로그램과 시카고의 공립 라디오 방송국 WBEZ에 기고했다. 존 그린은 아내가 대학원에 다니는 동안에 뉴욕에서 2년간 머물렀다.

## 작품

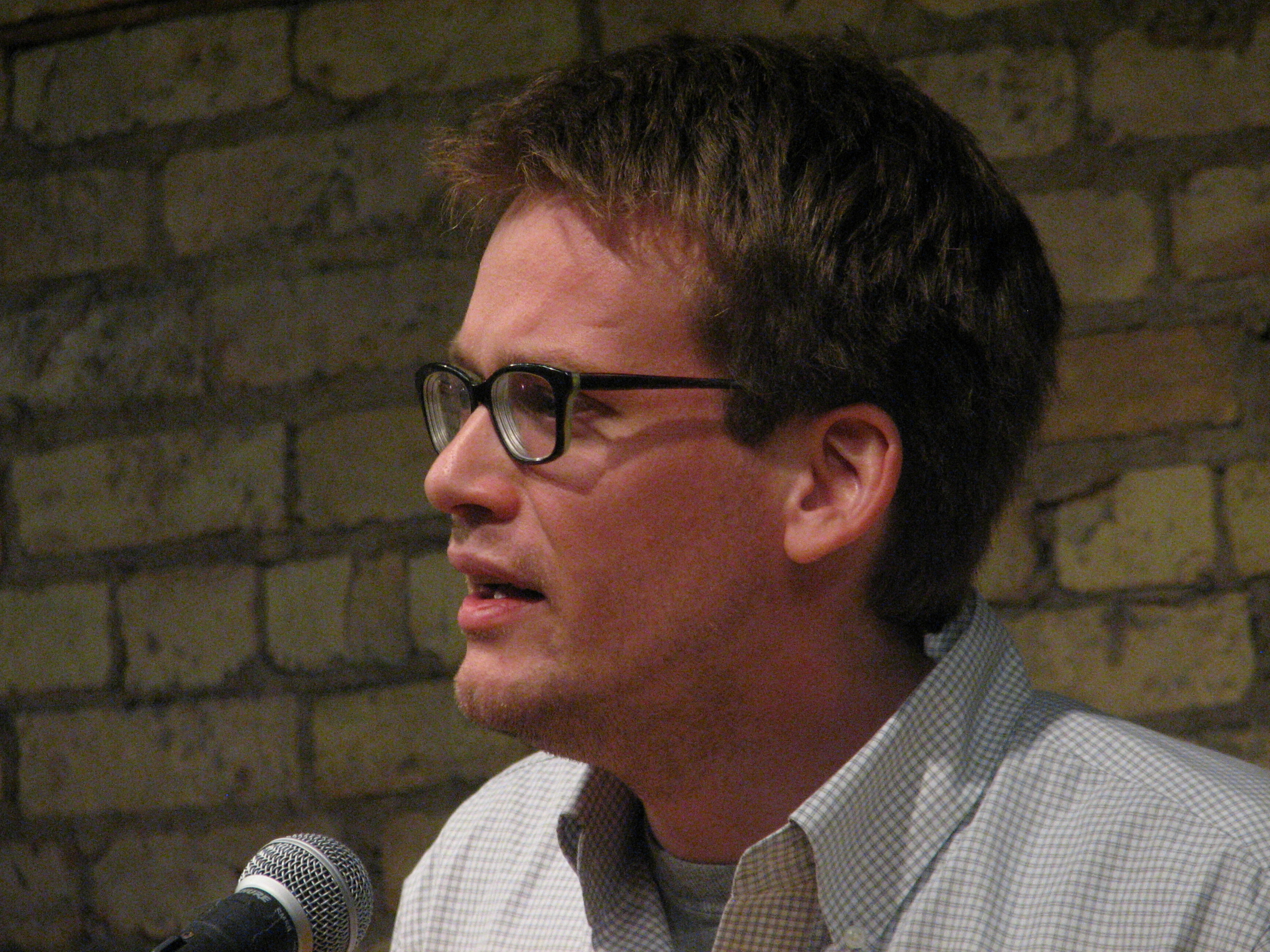
존 그린 2008년

그린의 첫 소설인 알레스카를 찾아서는 Dutton Children's Books이라는 출판사를 통해 2005년에 출판했다. 인디언 스프링 학교에 다녔던 경험의 토대로 쓴 학교물 겸 청소년 로맨스 소설이다. 그의 소설은 당해의 "오직 문학적인 가치로서 10대들을 위한 최고의 책"이른 호평으로 미국 도서관 협회가 주최한 마이클 L. 프린츠 상을 수상하였다. 미국 도서관 협회의 영어덜트를 위한 톱텐 서적에도 등극하였다. 그의 책을 영화화하려는 권리는 2005년 파라마운트 픽쳐스에게 수여하여 조쉬 슈워츠가 작가 겸 감독으로 수행한다.

## 저작 목록
| 연도 | 제목                                                 | 비고                            |
| ---- | ---------------------------------------------------- | ------------------------------- |
| 2005 | 알래스카를 찾아서 Looking for Alaska                 |                                 |
| 2006 | 이름을 말해줘 An Abundance of Katherines             |                                 |
| 2008 | 렛 잇 스노우 Let It Snow: Three Holiday Romances     | 로런 미러클, 모린 존슨과의 연작 |
| 2008 | 종이 도시 Paper Towns                                |                                 |
| 2010 | 윌 그레이슨, 윌 그레이슨 Will Grayson, Will Grayson  | 데이비드 리바이어선과 공저      |
| 2012 | 잘못은 우리 별에 있어 The Fault in Our Stars         |                                 |
| 2017 | 거북이는 언제나 거기에 있어 Turtles All the Way Down |                                 |
| 2021 | The Anthropocene Reviewed                            |                                 |

### 영화화된 작품
- 《안녕, 헤이즐》(2014) ← 《잘못은 우리 별에 있어》
- 《페이퍼 타운》(2015) ← 《종이 도시》
- 《렛 잇 스노우》(2019) ← 《렛 잇 스노우》

## 같이 보기
- 유튜버 목록